# Muntenii de Sus
Muntenii de Sus – wieś w Rumunii, w okręgu Vaslui, w gminie Muntenii de Sus. W 2011 roku liczyła 1039 mieszkańców.